# Grafschaft Salm (Niedersalm)

Wappen von Niedersalm

Die Grafschaft Salm, ab 1163 Niedersalm oder Altsalm, war ein erstmals im 11. Jahrhundert historisch greifbares, nicht reichsunmittelbares Herrschaftsgebiet der Grafen von Salm, einer Seitenlinie der Grafen von Luxemburg aus dem Hause der Wigeriche, gelegen in den Ardennen bzw. im Ösling. Das Geschlecht erhielt durch Giselbert von Luxemburg seinen Namen nach dessen über dem Flusstal der Salm errichteten Burg Salm bei Vielsalm und Salmchâteau (heute Bezirk Bastogne, Provinz Luxemburg, Wallonische Region, Belgien). Giselberts Sohn Hermann von Salm, Gegenkönig Heinrichs IV., gilt als Stammvater des Adelsgeschlechts Salm.

## Geschichte
Der Historiker und Genealoge Anton Fahne führte die Entstehung der Grafschaft auf den Salmgau (pagus Selme) zurück, welcher in der Zeit der Reichsteilung von Prüm um 850 erwähnt worden war.
Als Großneffe des Metzer Bischofs Adalbero III. von Luxemburg und als Schwiegersohn von Dietrich von Mousson konnte der Sohn des Stammvaters Hermann von Salm, Hermann II., zusätzlich zu seinem väterlichen Erbe in den Ardennen umfangreichen Besitz im Elsass und in Lothringen erwerben. Auch durch seine Nachfolger entstand bei Senones und Schirmeck ein Komplex von salmischen Besitzungen in den Vogesen, der zur Unterscheidung von Nieder- bzw. Altsalm Obersalm genannt wird. Dessen um das Jahr 1200 errichteter Herrschersitz hieß ebenfalls Burg Salm. Der Sohn Hermanns II., Heinrich I. († vor 1174), teilte seinen Besitz im Jahre 1163 auf: Sein Sohn Heinrich II. († 1200) erhielt Obersalm, sein Schwiegersohn Friedrich II. von Vianden aus dem Geschlecht der Spanheimer, Ehemann von Elisabeth von Salm, erhielt Niedersalm (Altsalm).

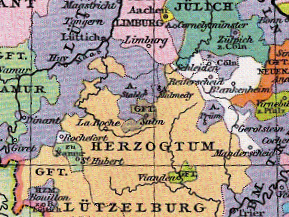
Grafschaft Salm (in Braun) um das Jahr 1400

Mit Heinrich VII., der seinen gleichnamigen Sohn 1408 in der Schlacht von Othée verloren hatte, starb 1416 die Familie Niedersalm (Salm-Vianden) aus. Durch Testament hatte er Niedersalm seinem Neffen Johann V. von Reifferscheid († 1418) vermacht. Dessen Sohn Johann VI. von Reifferscheid († 1475) erhielt die Unterherrschaft Niedersalm durch Urteil des Rittergerichts des Herzogtums Luxemburg vom 6. Februar 1455 als luxemburgisches Lehen zugesprochen. Ab 1460 führte er den Titel eines Grafen von Salm und begründete so das Geschlecht Salm-Reifferscheidt.
Unter Erich Adolf von Salm-Reifferscheidt (1619–1673) und dessen Bruder Ernst-Salentin von Salm-Reifferscheidt-Dyck (1621–1684) kam es zur Aufteilung des väterlichen Erbes, bei dem Niedersalm und die Herrschaft Reifferscheid an Erich Adolf kamen.
Im Zuge des Ersten Koalitionskriegs fiel das Gebiet, das als Teil des Herzogtums Luxemburg zum Burgundischen Reichskreis und zu den Österreichischen Niederlanden gehört hatte, an die Französische Republik, die es 1795 ihrem Département Forêts zuteilte. Mit dem Wiener Kongress kam das Gebiet Niedersalms zum Großherzogtum Luxemburg, das es im Ergebnis der Londoner Konferenz 1839 an Belgien abtrat.